# Julie Powell
Julie Powell, nhũ danh Foster (20 tháng 4 năm 1973 - 26 tháng 10 năm 2022) là một nhà văn người Mỹ được biết đến với quyển sách Julie & Julia: 365 Days, 524 Recipes, 1 Tiny Apartment Kitchen (tạm dịch: Julie & Julia: 365 ngày, 524 công thức nấu ăn và 1 căn bếp nhỏ), và một bộ phim nói về cô.

## Tiểu sử
Powell sinh ra và lớn lên ở Austin, Texas. Cô tốt nghiệp trường Amherst College năm 1995 với hai chuyên ngành sân khấu và nghệ thuật ứng dụng. Cô kết hôn với Eric Powell, một biên tập viên của tờ tạp chí Archaeology.

### Julie & Julia: 365 Days, 524 Recipes, 1 Tiny Apartment Kitchen
Trong khi đang làm việc ở khu Lower Manhattan Development Corporation vào tháng tám, 2002, Powell bắt đầu thực hiện Dự án Julie/Julia (Julie/Julia Project), một blog ghi chép về việc thử nấu tất cả những công thức trong cuốn sách Mastering the Art of French Cooking (tạm dịch: Làm chủ nghệ thuật nấu món Pháp) của Julia Child. Trang blog nhanh chóng nhận được một lượng lớn người theo dõi, và Powell đã ký kết một hợp đồng xuất bản sách với Little, Brown and Company. Kết quả là quyển sách Julie and Julia: 365 Days, 524 Recipes, 1 Tiny Apartment Kitchen, đã được xuất bản vào năm 2005. ấn bản bìa mềm được đổi tên thành Julie and Julia: My Year of Cooking Dangerously (tạm dịch: Julie và Julia: Một năm nấu ăn một cách nguy hiểm của tôi).
Nhưng Child lại không mấy ấn tượng với trang blog của Powell, bà cho rằng quyết định nấu tất cả các công thức trong quyển  Mastering the Art of French Cooking trong một năm giống như một diễn viên đóng thế. Biên tập viên của Child, Judith Jones, đã phát biểu trong một buổi phỏng vấn:
Thốt ra những từ-4-chữ-cái (ý nói văng tục) trong khi đang nấu ăn không hề hấp dẫn, với tôi hay với Julia. Cô ấy không hề muốn thừa nhận điều đó. Những gì qua trang blog đó chỉ là ai đó làm hầu hết những chuyện đó chỉ vì lợi ích của một diễn viên đóng thế. Cô ấy không hề miêu tả thực sự kết quả sau cùng gì cả, món đó ngon như thế nào, và cô ấy học được những gì. Julia không hề thích cái mà cô ấy gọi là 'những miếng giấy bạc.' Bà ấy không hề ngốc, Nếu bạn hiểu tôi đang nói gì.

Năm 2009, Powell nhận được bằng tốt nghiệp danh dự của Le Cordon Bleu, cùng ngôi trường dạy nấu ăn mà Child đã tốt nghiệp năm 1951.

### Cleaving: a Story of Marriage, Meat, and Obsession
Quyển sách thứ hai của Powell, Cleaving: a Story of Marriage, Meat, and Obsession (tạm dịch: Tách ra: một câu chuyện về hôn nhân, thịt và nỗi ám ảnh), nói về sự tác động đến hôn nhân của cô của công việc mới mà cô có sau khi xuất bản quyển sách đầu tiên, cũng như kinh nghiệm học bán thịt của cô, quyển sách được xuất bản ngày 30,tháng 11, năm 2009.

## Phim ảnh
Một bộ phim dựa theo câu chuyện của cô được đạo diễn bởi Nora Ephron và có tên Julie & Julia, ra mắt ngày 7, tháng tám, năm 2009. Bộ phim dựa trên cả hai quyển sách của Powell và tự truyện của Julia Child, My Life in France (tạm dịch: Cuộc sống của tôi ở Pháp). Amy Adams đóng vai chính là Powell và Meryl Streep đóng vai Julia Child. Chồng của Powell, Eric, do Chris Messina thủ vai. Chồng của Julia  Paul Cushing Child do Stanley Tucci thủ vai.